# Islas Marquesas
Las islas Marquesas (en francés, îles Marquises; en marquesano, Henua enana o Fenua enata) son un archipiélago en la Polinesia Francesa. Recibieron su nombre del español Álvaro de Mendaña, quien llegó a estas en 1595 llamándolas «Islas Marquesas de Mendoza» en honor al entonces virrey español de Perú, García Hurtado de Mendoza y Manríquez, marqués de Cañete.
Las islas son el mayor archipiélago de todos los que forman la Polinesia Francesa, con unos 997 km² y 9.346 habitantes en 2017. Están situadas entre 700 y 1000 kilómetros al sur del ecuador y a unos 1800 kilómetros al noreste de Tahití. Las islas del archipiélago se suelen dividir en dos grupos: el del norte, las que están en torno a la isla de Nuku Hiva, que incluye las pequeñas Ua Pou y Ua Huka; y el grupo meridional de Tahuata, Moho Tani y Fatu Hiva, que rodean la isla principal de Hiva’Oa.
Se considera que los habitantes de la isla de Pascua partieron desde las Marquesas.
Las islas Marquesas sirvieron de inspiración para Herman Melville, cuyas experiencias en las islas fueron la base de sus novelas Taipi y Omú.
En lengua marquesana se les llama Te Henua’enana en el dialecto del norte y Te Fenua’enata en el dialecto del sur. Habitualmente esto se traduce como 'la tierra de los hombres', pero más exactamente sería 'el país de los marquesanos'. También se utiliza Makuita como equivalente fonético del francés Marquises.
En las islas Marquesas fijó su residencia el artista de origen francés Paul Gauguin. En 2024 las islas fueron declaradas Patrimonio Mundial de la Unesco.

## Historia

### Primeros habitantes
Según el arqueólogo estadounidense Amau Debail, las Marquesas fueron habitadas por polinesios desde el 150 a. C. hasta el 100 d. C. Las observaciones etnológicas y el parentesco lingüístico sugieren que proceden de Samoa y Tonga.
Antes del contacto europeo, la sociedad marquesana estaba formada por cinco clases: Las familias nobles hakaiki, entre las que cada tribu tenía su propio linaje real hereditario (no necesariamente patrilineal), los taua o sacerdotes, los kaioi o clanes libres ordinarios (cada uno con sus propias afiliaciones iniciáticas totémicas), los tuhuna (artesanos, artistas, cuentacuentos), y los kikino (siervos y sirvientes, que podían ser cautivos de guerra o personas castigadas por romper tabúes o por deudas).
Cada valle era territorio de una o incluso dos tribus (río arriba y río abajo) y podían surgir conflictos entre ellas. Una de las funciones del taua era practicar la adivinación para "leer" la voluntad de los espíritus o dioses y resolver la disputa. Si esto fallaba, los guerreros realizaban una haka (desfile de intimidación) para evitar el enfrentamiento físico si uno de los dos clanes se retiraba. Tras la guerra y en un entorno religioso, a veces se podían practicar sacrificios humanos y canibalismo ritual a costa de los prisioneros de guerra, lo que impresionaba mucho a los visitantes europeos, mientras que lo más frecuente era que los cautivos se convirtieran en kikino o fueran devueltos a cambio de un rescate.
Según la tradición oral de la isla de Pascua (ahora parte de Chile), el primer gobernante de la isla, Hotu Matu'a, llegó con su tribu desde "Hiva", quizás Nuku Hiva o Hiva Oa en las Marquesas.
Los petroglifos son numerosos, así como los hábitats trogloditas.

### Colonización europea
El primer europeo que las visitó fue el español Álvaro de Mendaña en 1595 junto con Isabel Barreto. En su viaje de Perú a las islas Salomón encontró las islas del grupo sur: Magdalena (Fatu Hiva), Dominica (Hiva Oa), Santa Cristina (Tahuata) y San Pedro (Moho Tani).
Pasaron casi dos siglos sin más visitas extranjeras hasta que llegó James Cook en 1774, para quedarse más de un mes reposando después de explorar la costa de la Antártida.
En 1791, el estadounidense Joseph Ingraham invadió las islas del grupo norte: Washington (Ua Huka), Federal (Nuku Hiva) y Adams (Ua Pou). Llamó al grupo islas Washington, diferenciándolas de las islas de Mendaña. Dos meses más tarde llegó el francés Etienne Marchand en la segunda vuelta al mundo francesa en plena Revolución. Tomó posesión del archipiélago en nombre de Francia. Bautizó al grupo norte islas Revolución y bautizó a las islas con los nombres de sus oficiales: Marchand (Ua Pou), Baux (Nuku Hiva), Deux Frères (Motu Iti), Masse (Eiao) y Chanal (Hatutu).
En 1813, durante la guerra anglo-estadounidense, el estadounidense David Porter estableció una base naval en la isla Madison (Nuku Hiva), nombre del presidente estadounidense. Pero después de la guerra, los Estados Unidos no ratificaron la toma de posesión. En 1842, el navegante, botánico y explorador francés Abel Aubert du Petit-Thouars tomó posesión del archipiélago. Un testigo fue el escritor Herman Melville, que después escribirá su primera novela, Taipi, explicando sus aventuras.

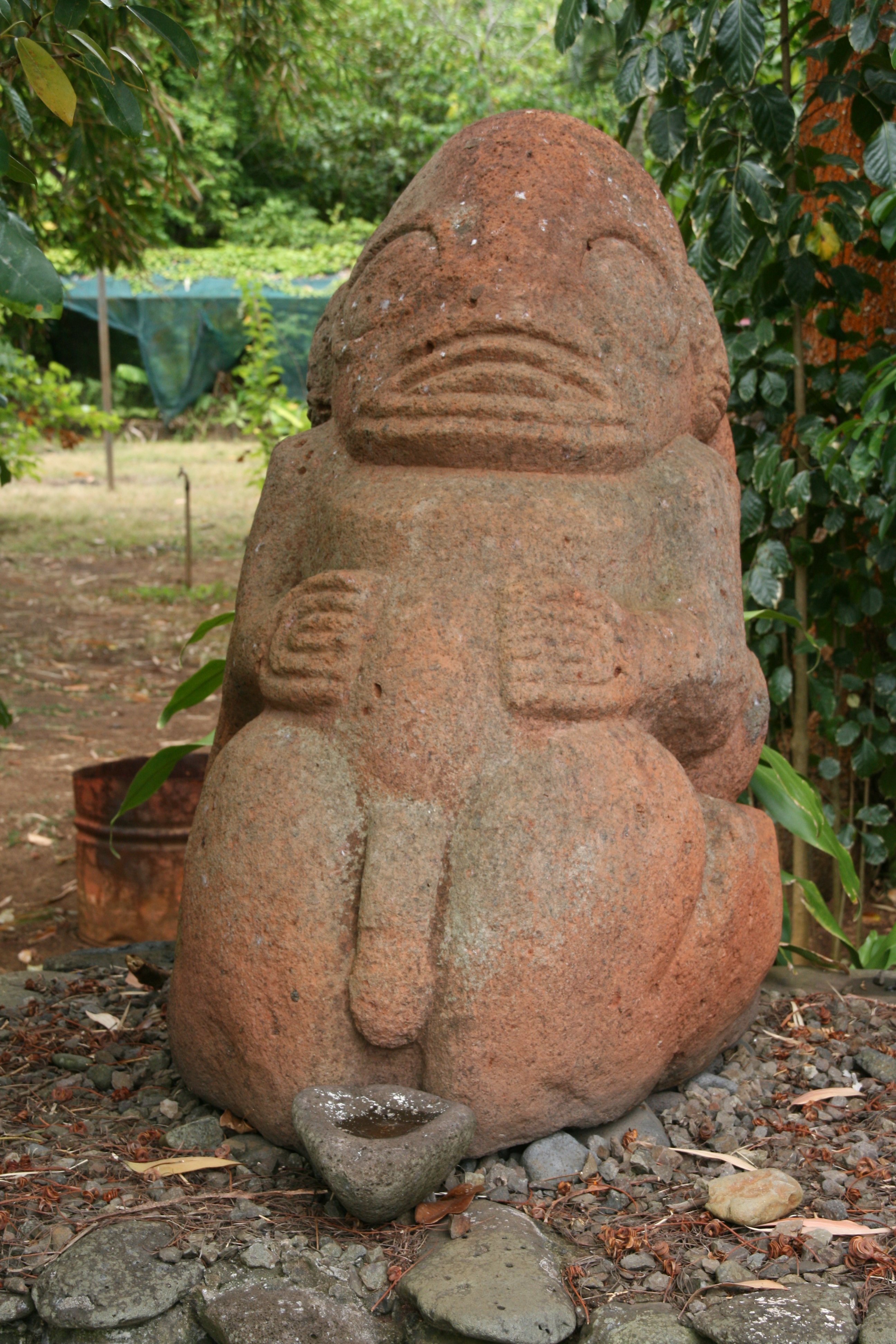
Estatua masculina (dios Tiki) en el arboreto de Papuakeikaha, isla de Ua Huka.

En 1849, el Tribunal Superior de Justicia de Bourges dictó las primeras condenas a Armand Barbès, al obrero Albert y a Louis Blanc. Poco después, la ley del 8 de junio de 1850 selecciono la isla de Nuku Hiva, la más grande del archipiélago, como lugar de deportación. En 1852 se produce la primera y única deportación a las Marquesas: 
Louis Langomazino, Alphonse Gent y Albert Ode, opositores al golpe de Estado del 2 de diciembre de 1851, son condenados y exiliados con sus familias. Sin embargo, el establecimiento de Taiohae, que estaba muy aislado, fue abandonado en 1854 y trasladado a Nueva Caledonia.

### Historia reciente
Los franceses utilizaron varios años las islas como penal y, más tarde (en 1958), las incorporaron al territorio de la Polinesia Francesa.
En 2018, las Islas Marquesas adoptaron un nuevo diseño para la bandera local de la comunidad de comunas, en particular, el uso del matatiki.
Los días 25 y 26 de julio de 2021, las islas recibieron la primera visita de un presidente francés durante un viaje oficial a la Polinesia Francesa, con la llegada de Emmanuel Macron a Hiva Oa y Ua Pou, evento que dio lugar a importantes festividades culturales y a anuncios del presidente en el ámbito ecológico y patrimonial, entre los que destaca la voluntad de que el archipiélago de las Marquesas sea incluido en el Patrimonio Mundial de la UNESCO.

## Geografía

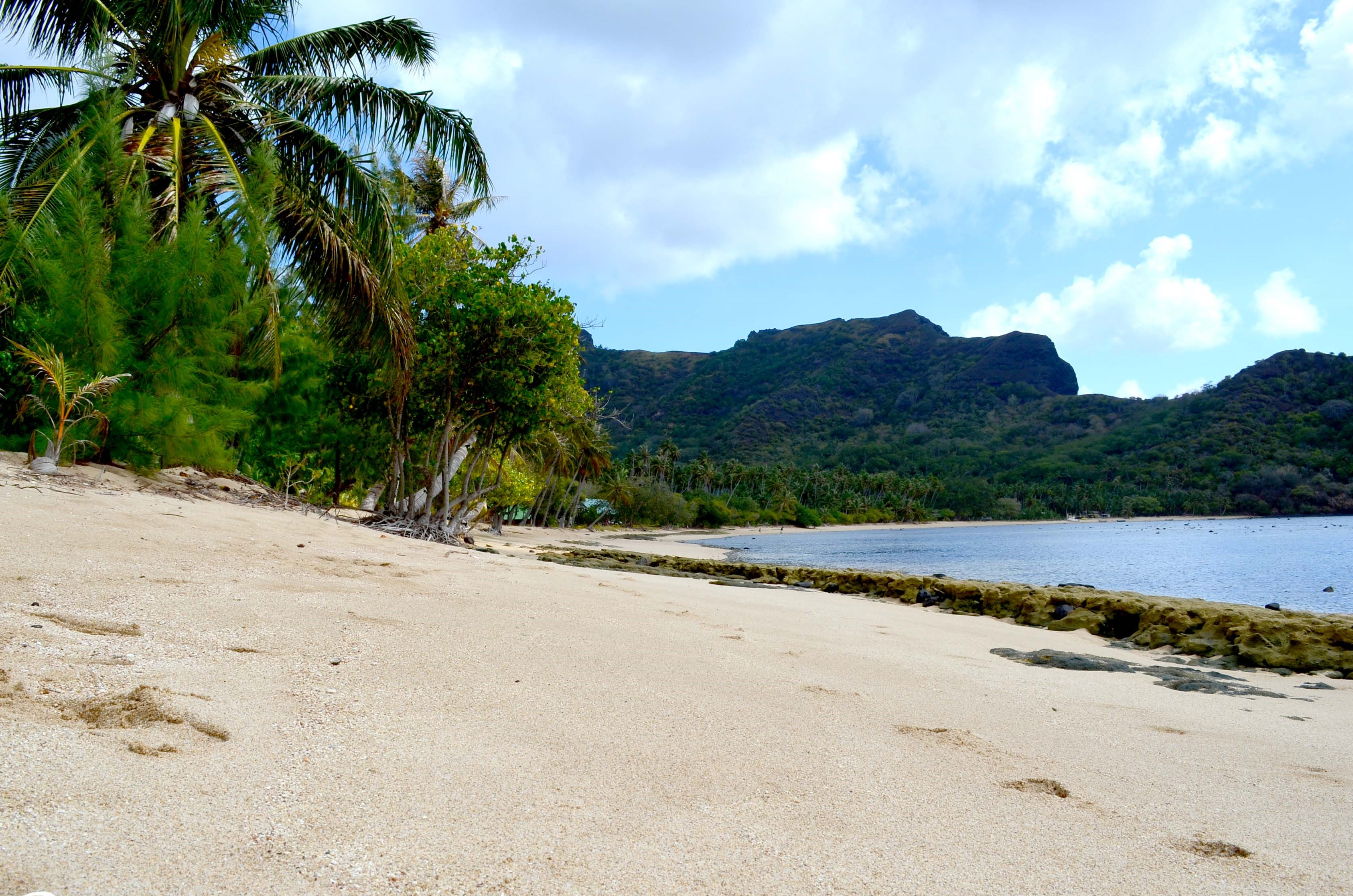
Playa en la isla de Nuku Hiva.

La superficie total es de 1274 km². La isla más grande es Nuku Hiva, la segunda más grande de la Polinesia Francesa después de Tahití.
Se estima que la edad de las islas Marquesas oscila entre 1,3 millones de años (Fatu Hiva) y 6 millones de años (Eiao). Todas ellas, excepto Motu One, son islas altas. Motu One es una isla baja, formada por dos pequeños bancos de arena sobre un arrecife de coral. A diferencia de la mayoría de las islas de la Polinesia Francesa, las de las Marquesas (salvo Motu One) no están rodeadas de arrecifes protectores.
En esas islas, el coral solo se encuentra en bahías y otras zonas protegidas o, en el caso de Fatu Huku, en un lugar poco habitual: en la cima de la isla. La corriente ecuatorial del sur azota con fuerza todas estas islas; su fuerza ha esculpido cuevas marinas que salpican sus costas. Aunque las islas tienen valles que desembocan en pequeñas bahías, destacan por sus crestas montañosas, que terminan abruptamente en acantilados al borde del mar.

### Islas
El archipiélago consta de seis islas, seis islotes y algunos bancos de arena y escollos, que se dividen en dos grupos diferenciados geográfica y culturalmente. De norte a sur son (entre paréntesis otros nombres históricos):
- Grupo Norte (islas Washington, islas Revolución):
  - Motu One (Sable), isla de arena deshabitada.
  - Hatutu (Chanal, Hancock, Langdon), islote deshabitado.
  - Eiao (Fremantle, Knox, Masse, Robert), islote deshabitado.
  - Motu Iti (Deux-Frères, Hergest’s Rock), islote deshabitado.
  - Nuku Hiva (Federal, Baux, Henry Martin, Adams, Madison), con la capital Taiohae.
  - Ua Huka (Washington, Riou).
  - Ua Pou (Adams, Marchand, Trevenen).

- Grupo Sur (islas de Mendaña):
  - Fatu Huku (Hood), islote deshabitado.
  - Hiva Oa (Dominica), con Atuona, antigua capital.
  - Tahuata (Santa Cristina).
  - Moho Tani (Motane, San Pedro), islote deshabitado.

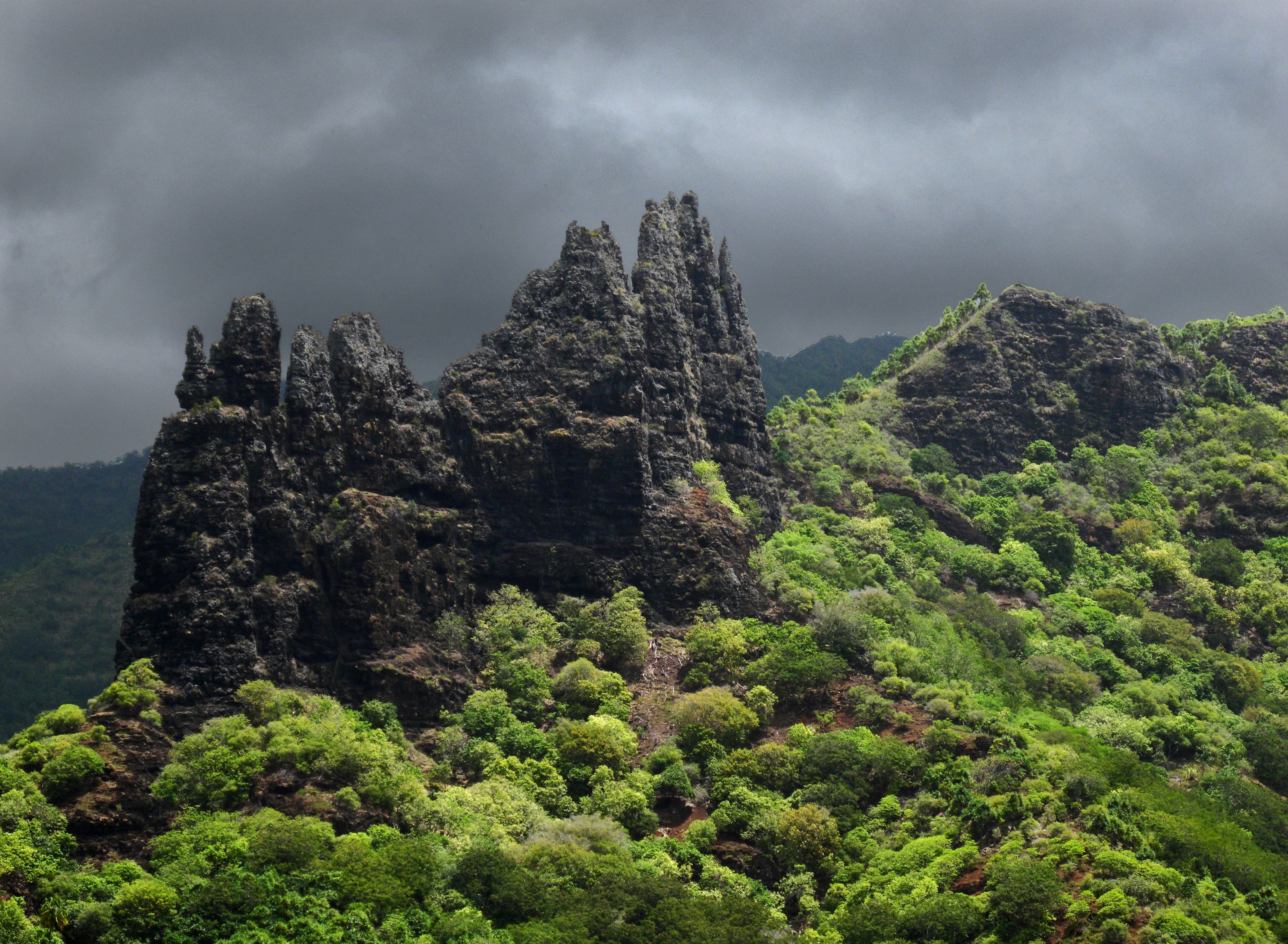
Formación de roca basáltica en Hatiheu, isla de Nuku Hiva.

  - Fatu Hiva (Magdalena).
  - Motu Nao (Thomasset), roca.

### Geología
Con la excepción de Motu One, todas las islas de les Marquesas son de origen volcánico con un relieve escarpado y sin arrecifes de coral que protejan la costa. Desde las cimas y altiplanos a más de 1100 m de altitud bajan directamente los acantilados hasta el fondo del mar, atacados y erosionados constantemente por la corriente sur-ecuatoriana del Pacífico. La costa tiene aspecto de muralla con profundas cuevas, cortada en unas pocas bahías, y casi sin planos litorales. Las cadenas montañosas están cortadas por algunos valles estrechos y aislados.
Esta orografía con pilares de rocas basálticas queda reflejada en la toponimia en idioma local: Hiva Oa, 'larga cresta'; Nuku Hiva, 'cresta del acantilado'; Fatu Iva, 'nueve rocas'; Fatu Huku, 'trozo de piedra'; Ua Pou, 'dos picos', y la sorprendente bahía de las Vergas, que los misioneros cambiaron a Vírgenes.

### Clima
El régimen de lluvias es muy variable entre islas y de un año a otro. Los vientos alisios moderan la temperatura y aportan lluvia. La precipitación es más abundante en las costas occidentales a sotavento, y las costas orientales a barlovento son más peladas y más inhóspitas.

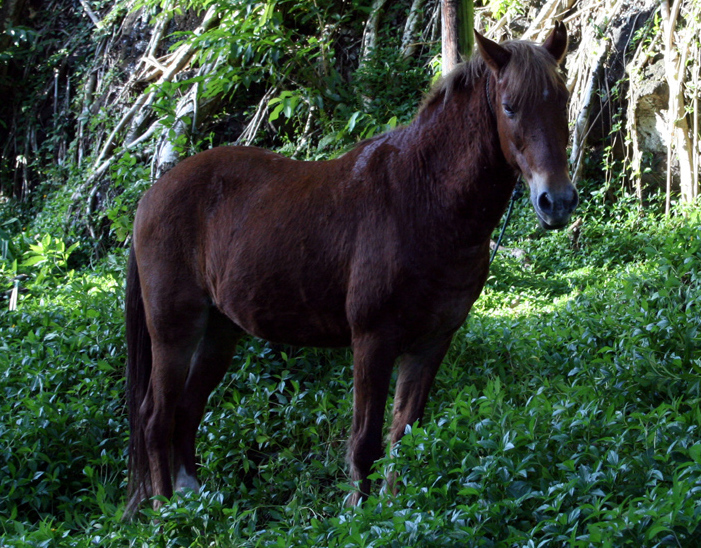
Raza de caballo cheval des Marquises (caballo de las Marquesas).

Las temperaturas en las Marquesas son estables durante todo el año. Las precipitaciones son muy variables: mayores en las zonas costeras y montañosas del norte y el este (barlovento), con una media de 2500 mm anuales; mucho menores en las zonas del oeste (sotavento).
La precipitación media anual en la región "desértica" de Nuku Hiva es de solo 20 pulgadas (510 mm). Las sequías son frecuentes, a veces duran varios años, y parecen estar asociadas al fenómeno de El Niño. La variabilidad típica del clima a nivel del mar en las Marquesas queda bien ilustrada por las mediciones realizadas en la estación meteorológica de Atuona, en Hiva ʻOa: La mayor precipitación anual registrada allí es de 148,2 pulgadas (3760 mm); la menor es de 22 pulgadas (560 mm).

### Flora y fauna
El ecosistema de las Marquesas está marcado por la gran distancia a tierras continentales, que hace que las especies endémicas sean escasas. Además, ha sido devastado en algunas áreas por la actividad humana, la ganadería y la introducción de especies foráneas. Las islas tienen una fauna marina diversa, una fauna terrestre endémica bastante limitada, y una flora diversa con un alto grado de endemismo.
La fauna terrestre endémica se limita a aves, insectos, mariposas, arañas y una especie de murciélago.
Los primeros navegantes polinesios llevaron perros y cerdos. El contacto con europeos trajo la introducción de caballos, cabras, ovejas y ratas, y también mosquitos y escorpiones.
Hay árboles del pan y cocoteros. Las exportaciones principales son copra, tabaco, algodón y vainilla.

### Fauna oceánica
A diferencia de la mayoría de las islas de aguas cálidas del Pacífico Sur, las Marquesas no están protegidas por arrecifes de coral y, por lo tanto, no tienen la amplia gama de habitantes de los arrecifes que se encuentran en los archipiélagos vecinos, como las Tuamotus y las Islas de la Sociedad. La única excepción es la isla de Motu One, en el extremo norte del grupo, que es un pequeño atolón y la única isla baja de las Marquesas.
Aparte de Motu One, hay crecimientos de coral en varias bahías protegidas, especialmente en los lados norte y oeste de varias de las islas, sobre todo en Nuku Hiva.
Los tiburones son comunes y abundantes en las aguas profundas de la costa.

### Aves marinas

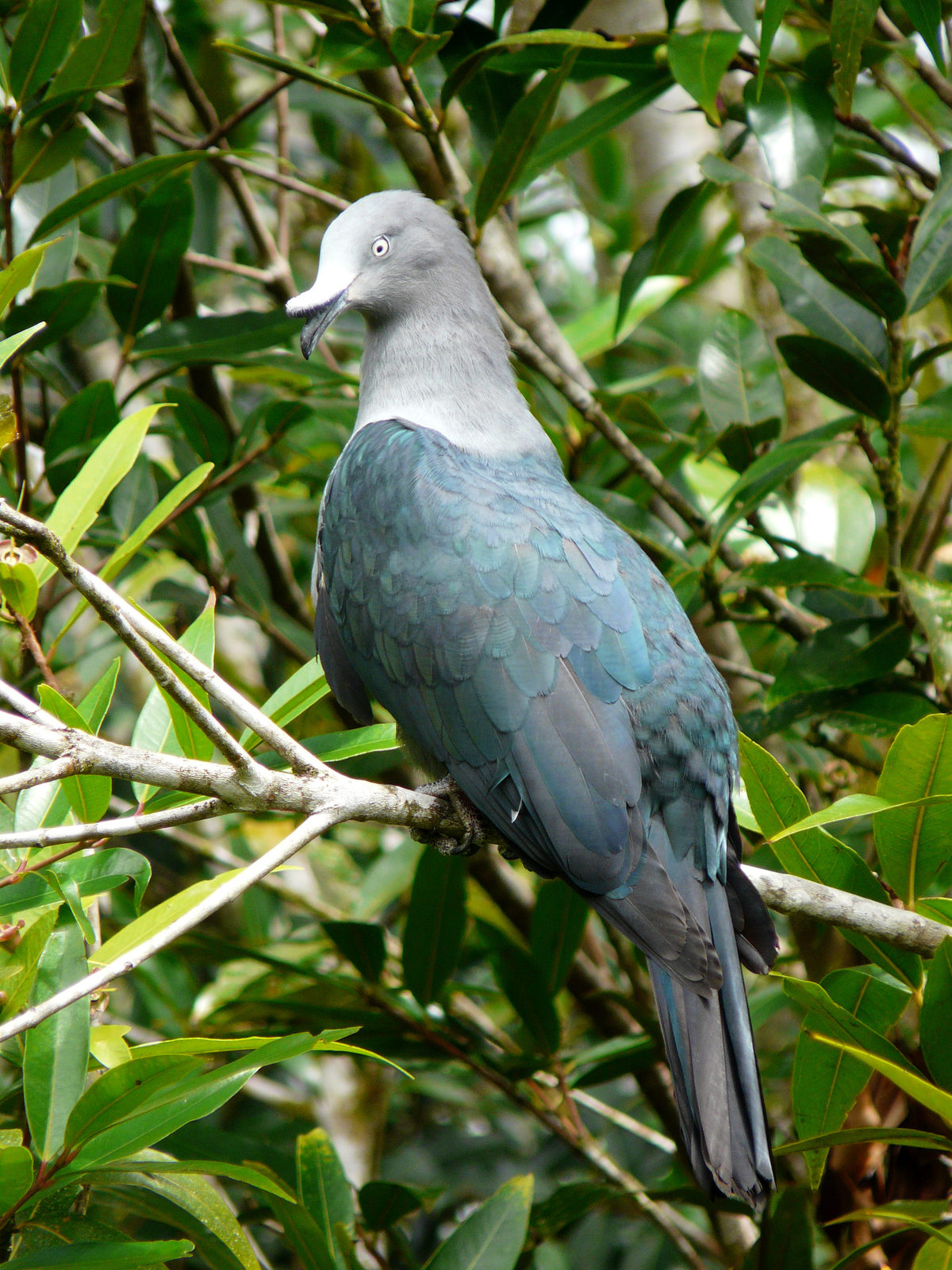
Ducula galeata, en Nuku Hiva, islas Marquesas

Diecinueve especies de aves marinas se reproducen en las Marquesas, y varias otras especies visitan las islas:
- Sternidae - charranes
- Gaviotín negro (''Anous minutus)
- Gaviotín gris azulado (Procelsterna cerulea)
- Gaviotín común (Anous stolidus)
- Gaviotín común (Onychoprion fuscatus)
- Charrán blanco (Gygis alba)
- Petreles verdaderos:
  - Petrel de Bulwer (Bulweria bulwerii)
  - Petrel de Phoenix (Pterodroma alba)
  - Petrel de Tahití (Pseudobulweria rostrata)
- Pardela de Audubon (Puffinus lherminieri)
- Pardela de cola de cuña (Puffinus pacificus)
- Piqueros
  - Piquero de patas azules (Sula nebouxii)
  - Piquero marrón (Sula leucogaster)
  - Piquero de patas rojas (Sula sula)
- Fragatas
  - Fragata grande (Fregata minor)
  - Fragata menor (Fregata ariel)
- Paíño de Polinesia (Nesofregetta fuliginosa)
- Ave tropical de cola blanca (Phaethon lepturus)

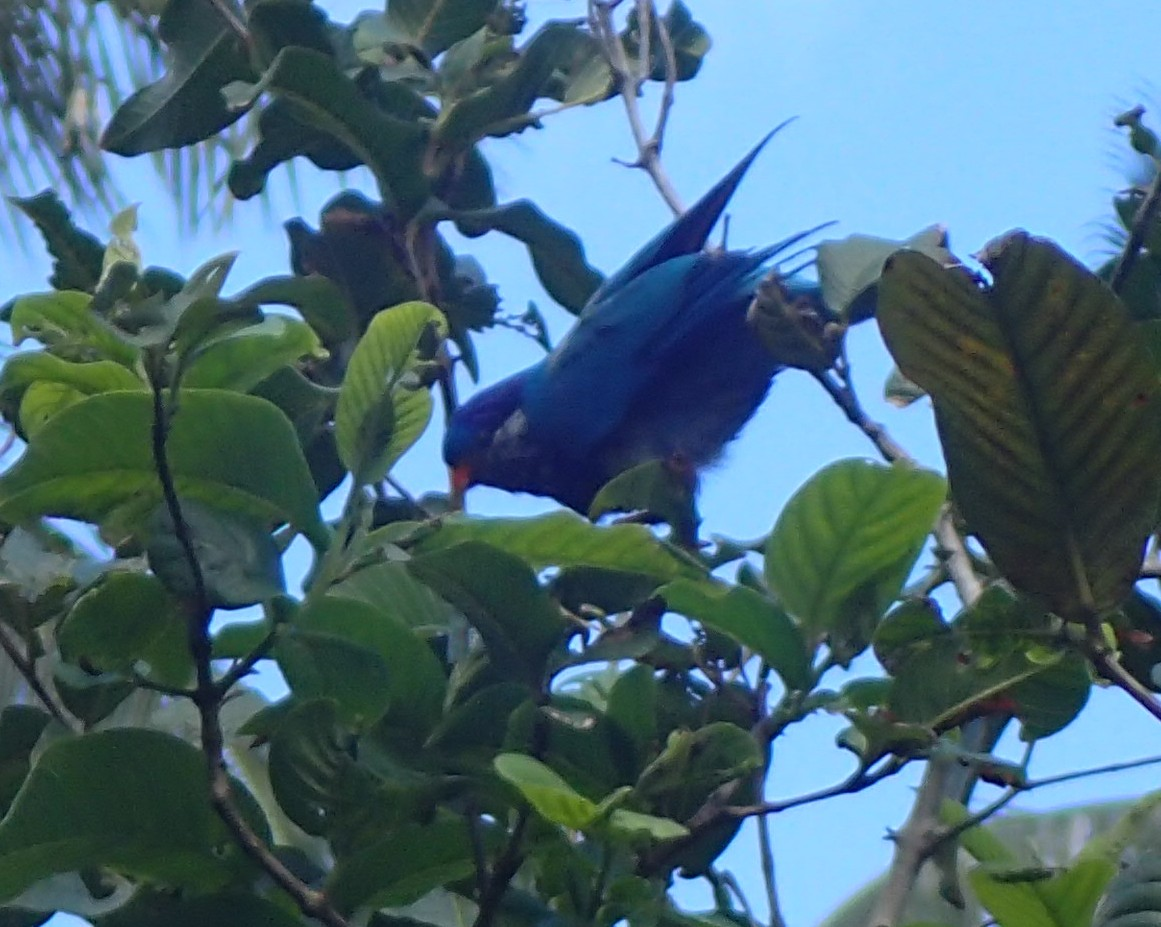
Vini ultramarina detrás del pueblo de Hane en la isla de Ua Huka, islas Marquesas

### Especies endémicas
La fauna endémica de las Marquesas se ha visto muy afectada por la actividad humana y por la introducción de especies domésticas y de plagas. Debido a su lejanía de las masas continentales (aunque no son las islas más aisladas del mundo, sí son las más alejadas de cualquier continente), las Marquesas presentan una escasez de especies terrestres endémicas. Se limitan a las aves, los artrópodos (incluidas 16 especies de mosca de la fruta, polillas, mariposas, arácnidos, etc.).
Entre las 11 especies de aves terrestres residentes, las endémicas son:
- El lorito ultramarino (Vini ultramarina)
- Martín pescador de las Marquesas (Halcyon godeffroyi)
- Varias subespecies del carricero de las Marquesas (Acrocephalus mendanae), incluyendo el carricero de pico largo (A. m. postremus)
- Upe o paloma imperial marquesana (Ducula galeata)
- Paloma frutera de cabeza blanca (Ptilinopus dupetithouarsii)
- Paloma de las Marquesas (Aerodramus ocistus)
- Paloma de las Marquesas (Pampusana rubescens)
- Monarca de las Marquesas (Pomarea mendozae)
- Monarca de Ua Pou (Pomarea mira)

## Demografía
El contacto con los navegantes trajo nuevas enfermedades, reduciendo drásticamente la población de las islas. En el siglo XVI se estima que había una población de 100.000 habitantes aproximadamente. A principios del siglo XX se había reducido a un mínimo de 2000.
Durante el siglo XX la población se ha ido recuperando. En el censo del 2002 se contaban 8712 habitantes. Para 2012 la población fue estimada en 9264 habitantes..

### Religión

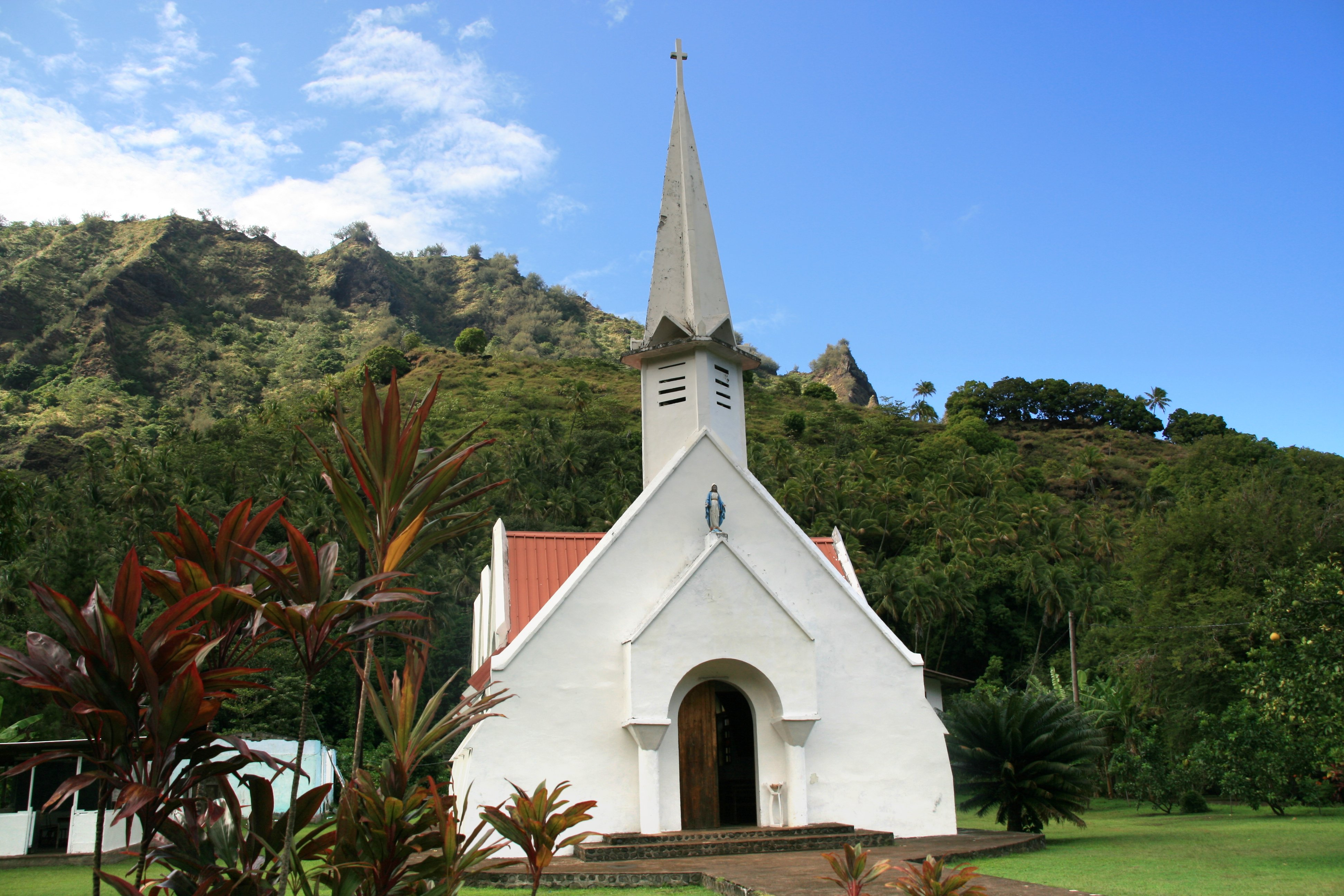
Iglesia católica de Nuestra Señora de la Paz, en Fatu-Hiva.

La mayor parte de la población de las Islas Marquesas es cristiana como consecuencia de la actividad misionera de la Iglesia católica, y diversos grupos cristianos protestantes. La principal iglesia en el área es la catedral de Nuestra Señora de Taiohae (cathédrale Notre-Dame de Taiohae) sede de la diócesis católica de Taiohae (Dioecesis Taiohaënus seu Humanae Telluris).
Según datos de 2017 el 90,1 % de la población de la islas Marquesas está afiliada a la Iglesia Católica un aumento con respecto a 1950 cuando se registraron 87,3 % de católicos en las islas.
Aunque los barcos de Mendaña llevaban capellanes a bordo, no parece haber habido ningún intento serio de trabajo misionero en las Islas Marquesas. Los primeros misioneros que llegaron a las Marquesas a partir de 1797, procedentes de Inglaterra vía Tahití, fueron William Pascoe Crook (1775-1846) y John Harris (1754-1819), de la London Missionary Society. Harris no pudo soportar las condiciones en absoluto y regresó a Tahití solo unos meses después. Un informe contemporáneo dice que fue recogido en la playa, completamente desesperado, desnudo y saqueado. Crook permaneció hasta 1799.
La misión estadounidense de Hawái no tuvo más éxito. William Patterson Alexander (1805-1864), Benjamin Parker (1803-1877) y Richard Armstrong (1805-1860) llegaron a las Marquesas en 1834, procedentes de Hawái con sus esposas y un bebé de tres meses. Volvieron el mismo año. En 1853, más misioneros dirigidos por James Kekela (1824-1904) llegaron a Fatu Hiva con sus esposas desde Hawái, pero no pudieron permanecer allí debido a los enfrentamientos con los misioneros católicos que llegaron en un barco de guerra francés.

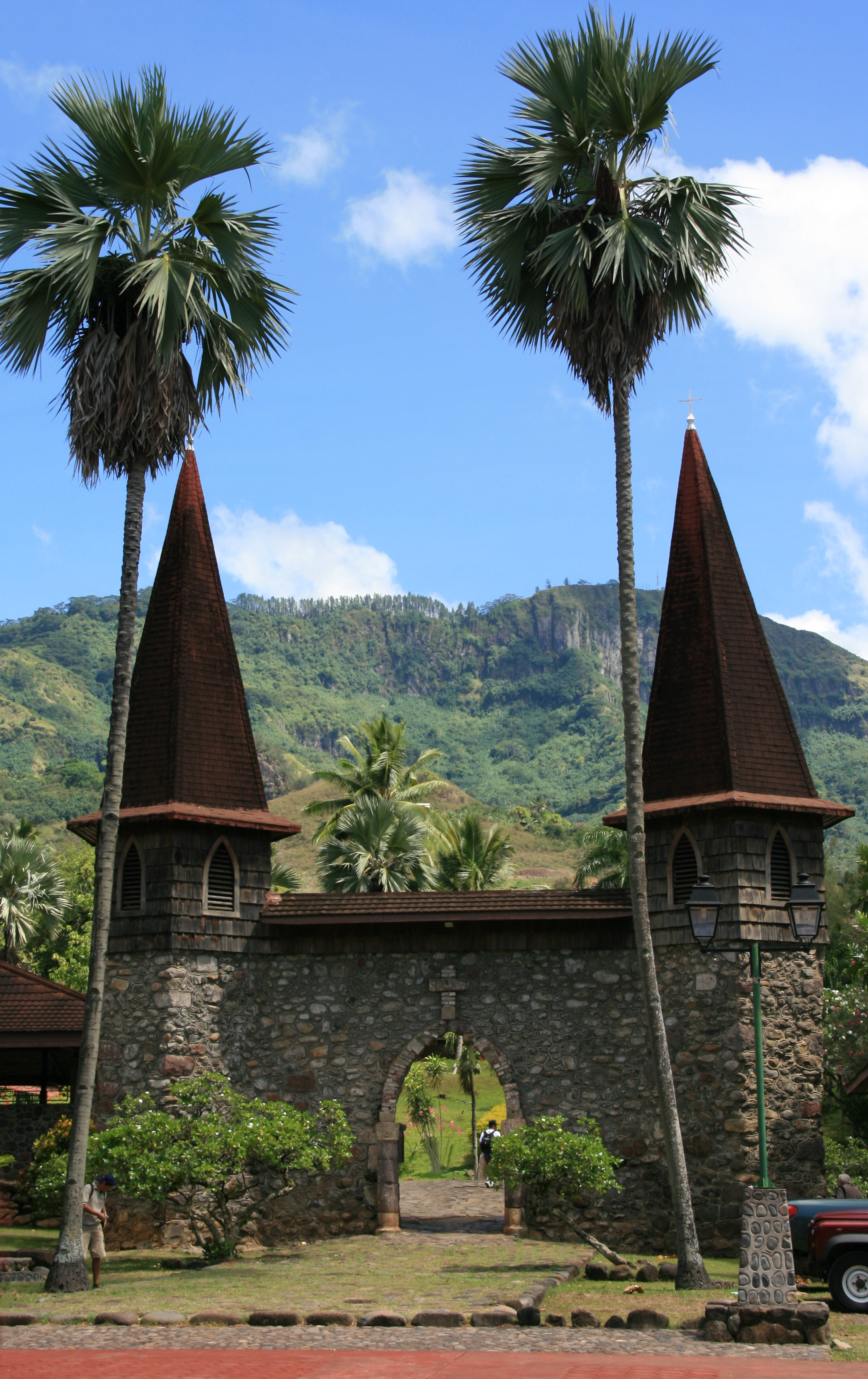
Catedral de Nuestra Señora en Taiohae

Los protestantes fueron a Hiva Oa, pero incluso allí tuvieron poco éxito. Hubo pocos conversos, la guerra tribal y los sacrificios humanos continuaron. Los misioneros protestantes fueron abandonando poco a poco Hiva Oa y regresando a Hawái, solo James Kekela se quedó. En 1899 también regresó a Hawái y murió en Honolulu el 29 de noviembre de 1904. El misionero James Bicknell, nacido en Hawái, tradujo el Evangelio de Juan al idioma marquesano en 1857.
A partir de 1838/39, la misión católica pudo establecerse, apoyada por la orden francesa Pères et religieuses des Sacrés-Cœurs de Picpus, que no se fundó hasta 1800. Los misioneros se extendieron desde Mangareva hasta Tahuata, Ua Pou, Fatu Hiva y Nuku Hiva. Sufrieron la misma recepción hostil y las mismas guerras tribales, al igual que sus compañeros protestantes. Sin embargo, con el apoyo de las autoridades francesas, pudieron mantenerse a largo plazo, a pesar de todos los obstáculos. Incluso consiguieron bautizar al rey Moana de Nuku Hiva, que, moriría sin embargo de viruela en 1863.
Los misioneros de todas las denominaciones hicieron todo lo posible por erradicar la cultura tradicional con el consumo de kava, los ritos de fertilidad y virilidad, los tatuajes, la disección de cráneos, la danza y la música tradicional, pero también intentaron -y finalmente consiguieron- acabar con el canibalismo, los sacrificios humanos y las constantes guerras tribales.

### Idiomas
Como en el resto de Francia, el único idioma oficial es el francés, aunque el marquesano está oficialmente reconocido como lengua regional de Francia. Se subdivide en dos dialectos, que corresponden a los dos grupos de islas (algunos lingüistas consideran que son dos lenguas distintas).
El marquesano es defendido por la Academia Marquesana, creada en 2000 por la Asamblea de la Polinesia Francesa. A nivel del gobierno polinesio se usan el francés y el tahitiano.
Las lenguas marquesas, en sus diversas formas, siguen siendo el principal medio de comunicación entre los residentes de este archipiélago, aunque el conocimiento del francés es ahora casi universal entre los residentes de las islas Marquesas.
El marquesano es un conjunto de dialectos de la Polinesia centro-oriental, del grupo marquesiano, hablados en las islas Marquesas de la Polinesia francesa. Se suelen clasificar en dos grupos, el marquesano del norte y el marquesano del sur, que se corresponden aproximadamente con las líneas geográficas.
Los dialectos marquesanos del norte se hablan en las islas de Ua Pou y Nuku Hiva, y los dialectos marquesanos del sur en las islas de Hiva ʻOa, Tahuata y Fatu Hiva. Los dialectos de Ua Huka a menudo se clasifican incorrectamente como marquesanos del norte; en cambio, son de transición. Aunque la isla pertenece al grupo de las Marquesas del norte, los dialectos muestran más afinidades morfológicas y fonológicas con el marquesano del sur. Los dialectos del norte de las Marquesas se consideran a veces como dos lenguas distintas: El marquesano del norte y el marquesano de Tai Pi, este último hablado en los valles del tercio oriental de la isla de Nuku Hiva, en la antigua provincia de Tai Pi.
La característica más llamativa de las lenguas marquesanas es la sustitución casi universal de la /r/ o la /l/ de otras lenguas polinesias por una /ʔ/ (oclusión glotal).
Al igual que otras lenguas polinesias, la fonología de las lenguas marquesas se caracteriza por la escasez de consonantes y la abundancia comparativa de vocales.

#### Datos lingüísticos en el censo de 2017
En el censo de 2017, el 97,0 % de la población de 15 años o más declaró saber hablar francés (frente al 94,1 % del censo de 2007). El 92,6 % declaró que también sabía leerlo y escribirlo (frente al 90,2 % del censo de 2007). Solo el 1,9 % de la población de 15 años o más no sabe francés (frente al 4,4 % del censo de 2007).

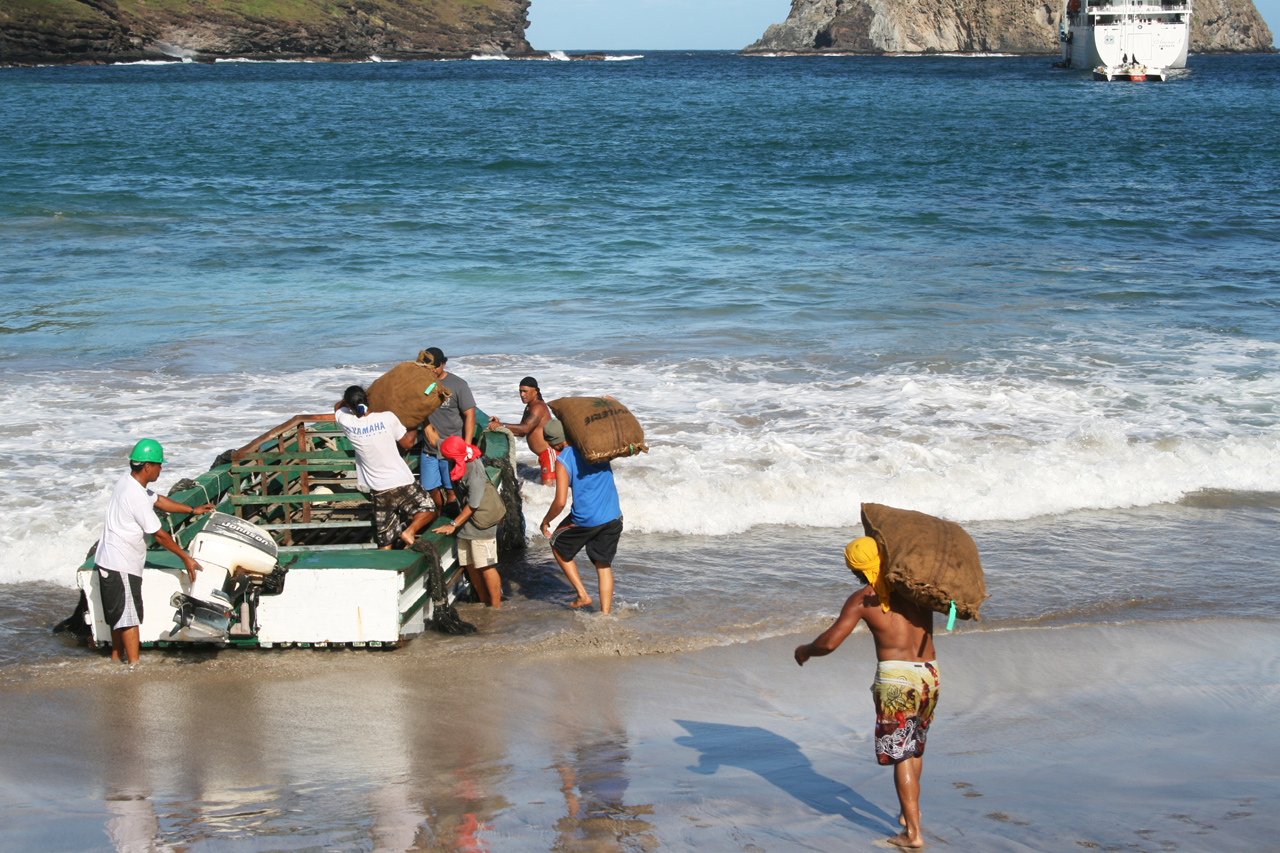
Habitantes de las Marquesas cargando copra en la bahía de Hane.

En el mismo censo, el 66,9 % de la población de 15 años o más declaró que el idioma que más hablaba en casa era el marquesano (frente al 67,8 % del censo de 2007). El 30,2 % declaró que el francés era la lengua que más hablaba en casa (frente al 30,1% del censo de 2007). El 2,3 % declara el tahitiano (frente al 1,4 % del censo de 2007) y el 0,6 % declara otra lengua (frente al 0,7 % del censo de 2007)
El 4,9 % de la población de 15 años o más declaró no conocer ninguna lengua polinesia en el censo de 2017 (frente al 7,2 % del censo de 2007).

### Migraciones
Los lugares de nacimiento de los 9.346 residentes de las Islas Marquesas en el censo de 2017 eran los siguientes:
- El 63,2 % nació en las Islas Marquesas (frente al 70,5 % del censo de 2007)
- el 29,2 % en Tahití (frente al 20,9% del censo de 2007)
- el 4,0 % en Francia metropolitana (frente al 4,5 % del censo de 2007)
- 2,5 % en la Polinesia Francesa (fuera de las islas Marquesas y Tahití) (menos que el 3,0 % del censo de 2007)
- 0,8 % en el extranjero (frente al 0,6 % del censo de 2007)
- 0,3 % en los departamentos y territorios de ultramar de Francia (distintos de la Polinesia francesa) (frente al 0,5 % del censo de 2007)

Entre los censos de 2007 y 2017, la población de residentes de las islas Marquesas nacidos en Tahití aumentó un 50,5 % (de 1810 en el censo de 2007 a 2726 en el de 2017), por lo que constituían el 29,2 % de la población en 2017. Sin embargo, muchos de estos llegados de Tahití son hijos de marquesanos que habían emigrado a Tahití y dado a luz allí, y cuyos hijos regresan a las Marquesas, como se puede ver en las estadísticas lingüísticas: El 50,8 % de los residentes de las Islas Marquesas cuya edad era de 15 años o más y que habían nacido en Tahití y vivían en las Marquesas en el censo de 2017 declararon que el idioma que más hablaban en casa era el marquesano, mientras que el 42,1 % declaró el francés y solo el 6,6 % el tahitiano.
3353 personas nacidas en las islas Marquesas vivían en la isla de Tahití en el censo de 2017 (por debajo de las 3493 del censo de 2007), mientras que 5907 personas nacidas en las Islas Marquesas vivían en las Marquesas (por debajo de las 6106 del censo de 2007), y 705 vivían en el resto de la Polinesia Francesa (por encima de las 679 del censo de 2007). El número total de personas nacidas en las Islas Marquesas y que viven en la Polinesia Francesa disminuyó de 10 278 en el censo de 2007 a 9965 en el censo de 2017, ya que los nacimientos netos no pudieron compensar las salidas hacia Nueva Caledonia y Francia metropolitana debido a la crisis económica experimentada por la Polinesia francesa.

## Gobierno y política

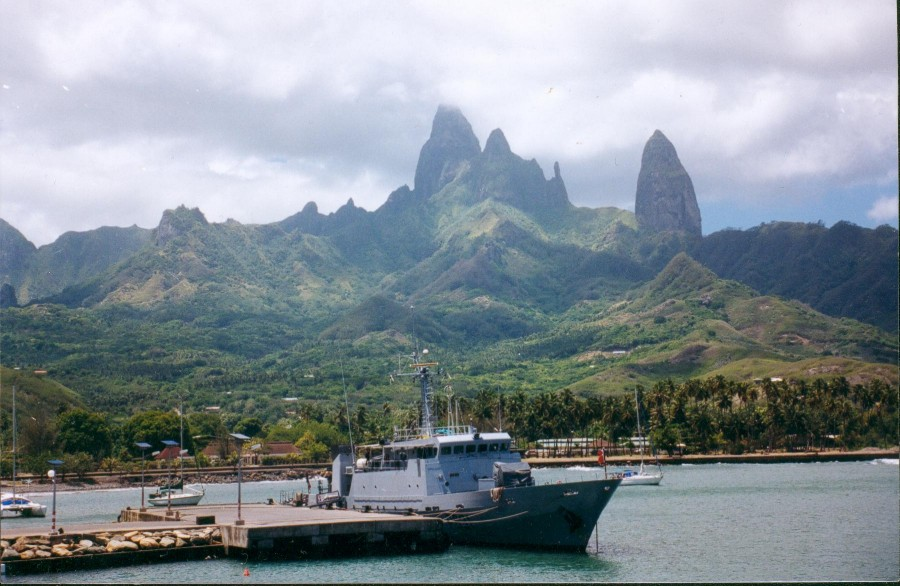
Buque de la Armada francesa La Tapageuse, junto al muelle de Hakahau, Ua Pu, Islas Marquesas.

Las islas Marquesas forman una de las cinco divisiones administrativas (subdivisiones administrativas) de la Polinesia Francesa. El francés y el tahitiano son las lenguas oficiales del gobierno. La capital de la subdivisión administrativa de las islas Marquesas es el asentamiento de Taiohae, en la isla de Nuku Hiva.
Algunos residentes de las Marquesas se han quejado del dominio abrumador de Tahití, resaltando la negligencia de los políticos con sede en Tahití, y algunos líderes han sugerido desarrollar una relación directa con la metrópoli, el gobierno en París, en lugar de depender de Papeete.
En el siglo XXI, mientras aumentaba el sentimiento en Tahití por la independencia de Francia, varios destacados líderes políticos marquesanos plantearon en 2007 la idea de que las Islas Marquesas se separaran de la Polinesia Francesa, pero permanecieran dentro de la República Francesa, lo que ha generado controversias en Tahití, donde los líderes tahitianos independentistas han acusado al gobierno central francés de fomentar la separación de las Islas Marquesas de la Polinesia Francesa.
Las Islas Marquesas no tienen una asamblea provincial o regional. Administrativamente, forman una subdivisión desconcentrada tanto del Estado central francés como del gobierno de la Polinesia Francesa. Como subdivisión desconcentrada del Estado central francés, las Islas Marquesas forman la subdivisión administrativa de las Marquesas (en francés: subdivisión administrative des Marquises), una de las cinco subdivisiones administrativas de la Polinesia francesa.
El jefe de la subdivisión administrativa de las Marquesas es el administrateur d'État ('administrador del Estado'), generalmente conocido simplemente como administrateur, también llamado a veces chef de la subdivisión administrativa ('jefe de la subdivisión administrativa'). El administrateur es un funcionario bajo la autoridad del Alto Comisionado de la República francesa en la Polinesia francesa en Papeete. El administrador y su personal tienen su sede en Taiohae, en la isla de Nuku Hiva, que se ha convertido en la capital administrativa de las islas Marquesas, habiendo sustituido a Atuona, en la isla de Hiva ʻOa, que era anteriormente la capital.

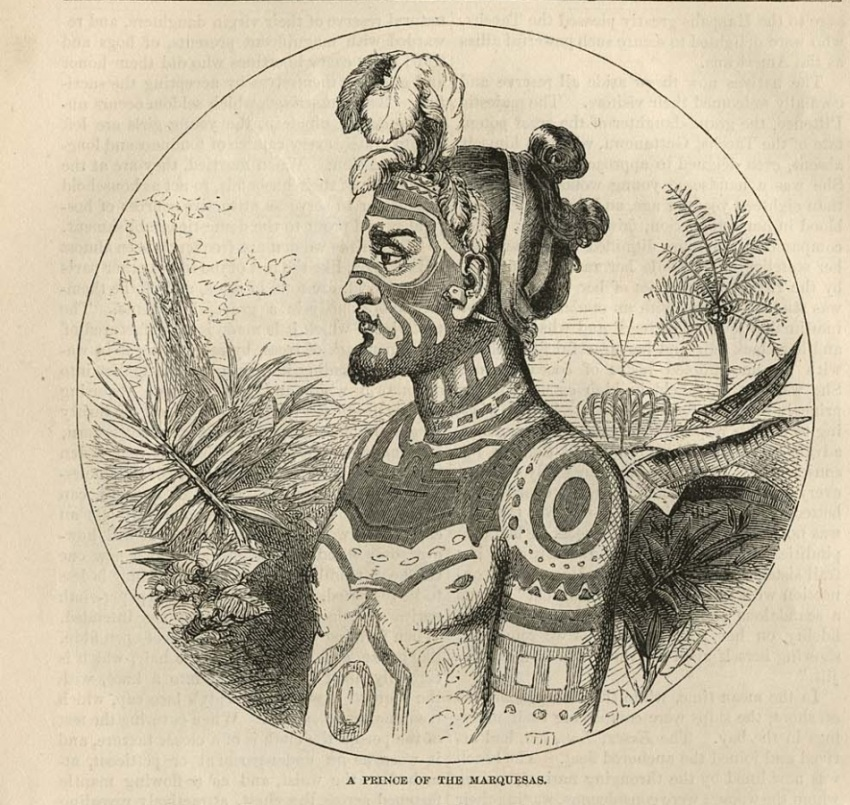
Un príncipe de las islas Marquesas en la publicación Harper's Magazine de 1859.

Actuando como representante del Estado central francés y delegado del Alto Comisionado de Papeete, el administrador de las Marquesas se encarga de
- Ofrecer asesoramiento jurídico a los municipios de las Marquesas y verificar la legalidad de las decisiones tomadas por los municipios
- Expedir documentos oficiales (tarjetas de identidad, permisos de conducir, etc.), aplicar las normas de inmigración, organizar las elecciones
- Gestionar la seguridad (coordinación de las fuerzas de la gendarmería, gestión de crisis importantes como las catástrofes naturales, etc.)
- Supervisar los servicios públicos del Estado central francés en las Islas Marquesas (como el centro penitenciario de Nuku Hiva)

Como subdivisión desconcentrada del gobierno de la Polinesia Francesa, las islas Marquesas forman la circunscripción de las Marquesas ("distrito de las Marquesas"), una de las cuatro circunscripciones ("distritos") de la Polinesia Francesa creadas en 2000 por la Asamblea de la Polinesia francesa para servir como subdivisiones desconcentradas del gobierno de la Polinesia Francesa en las islas alejadas de Tahití y Moorea. 
El jefe de la circunscripción des Marquises es el tavana hau, conocido como administrateur territorial en francés ('administrador territorial'), pero el título tahitiano tavana hau es el más utilizado. El tavana hau es el representante directo del presidente del gobierno de la Polinesia francesa, que lo nombra. El tavana hau y su personal tienen su sede en Taiohae, en Nuku Hiva, al igual que el administrador del Estado.
El tavana hau se encarga de:
- coordinar el trabajo de las administraciones de la Polinesia Francesa en las islas Marquesas (como las administraciones de la Polinesia francesa encargadas de las carreteras, la pesca, etc.),
- garantizar la aplicación de las leyes aprobadas por la Asamblea de la Polinesia Francesa y las decisiones adoptadas por el gobierno de la Polinesia Francesa,
- evaluar el rendimiento de los funcionarios de la Polinesia Francesa y enviar las evaluaciones a los ministerios responsables en Papeete,
- actuar como enlace entre la población local y el gobierno de la Polinesia Francesa en Papeete.

Las islas Marquesas también forman el distrito electoral de las islas Marquesas, uno de los seis distritos electorales de la Polinesia Francesa para la Asamblea de la Polinesia francesa (véase también Política de la Polinesia Francesa).
Las islas Marquesas están subdivididas en seis comunas (municipios). En cada una de las seis comunas los residentes locales eligen un consejo municipal y un alcalde encargado de gestionar los asuntos locales dentro de la comuna. Tres comunas (Nuku-Hiva, Ua-Pou e Hiva-Oa) están subdivididas en comunas asociadas debido a su mayor población. Las comunas y las comunas asociadas son los únicos consejos elegidos en las Marquesas, ya que no existe una asamblea provincial o regional para todo el archipiélago. Las elecciones municipales se celebran cada seis años, el mismo día que las elecciones municipales en el resto de Francia.

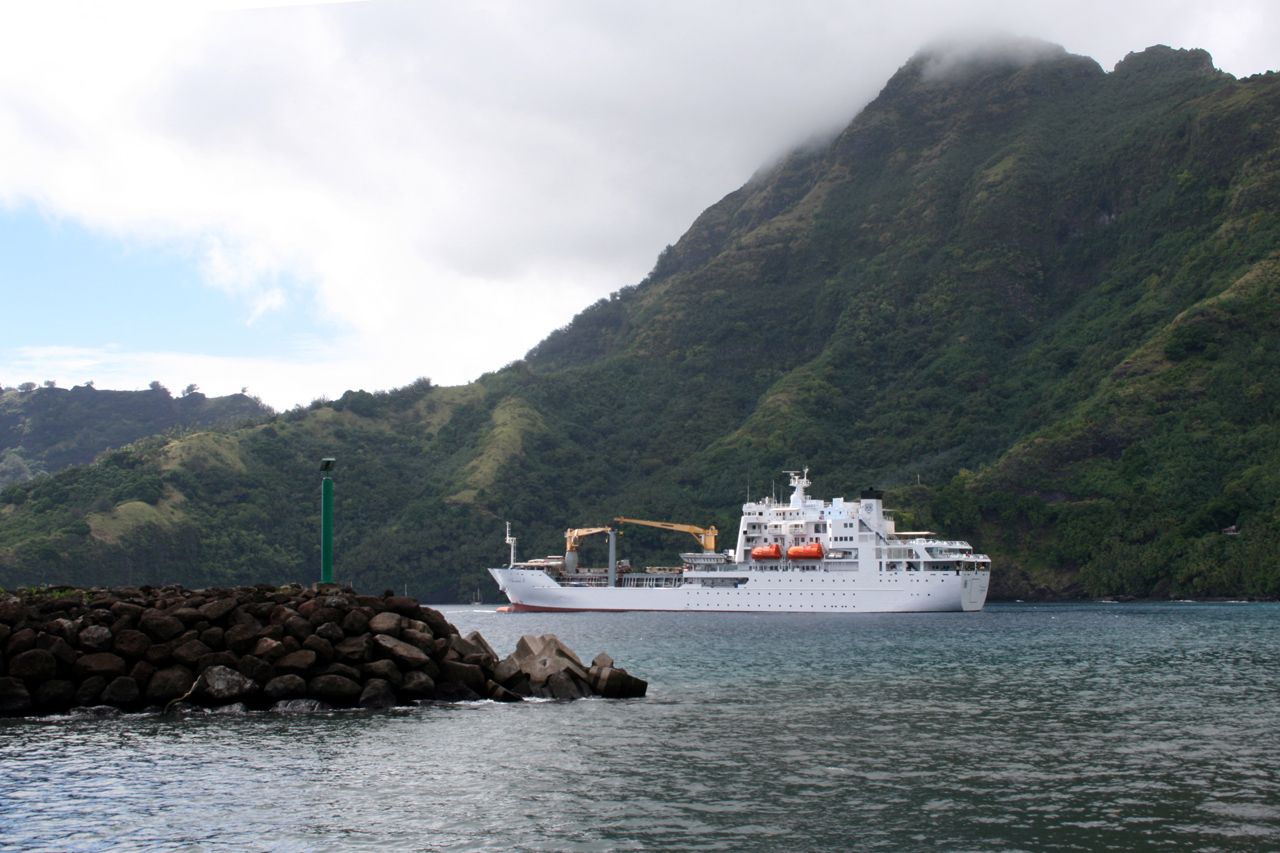
Buque de pasajeros y carga aranui en Tahuata.

## Transporte y comunicaciones
- El archipiélago es atendido regularmente por los barcos de carga Aranui y Taporo,[34] el barco Te Ata o Hiva proporciona enlaces entre las islas en el grupo sur,[35] incluyendo el uso de lanchas.
- Los taxis y los automóviles en general se benefician de una red de carreteras que se mejora con frecuencia gracias al hormigonado de las mismas.
- En varias islas se sigue utilizando el caballo como medio de transporte.

### Aeropuertos
Hay cuatro aeropuertos en las Marquesas, uno en cada una de las islas de Nuku Hiva, Ua Pu, Ua Huka e Hiva ʻOa. El terreno de Tahuata es demasiado irregular para permitir la construcción de una pista de aterrizaje sin una inversión significativa, y aunque la meseta de las tierras altas del centro de Fatu Hiva es lo suficientemente grande como para permitir la construcción de una pista de aterrizaje, la minúscula población de la isla hace que tal ejercicio sea de dudosa utilidad.

### Telecomunicaciones
Las Marquesas están atendidas por servicios de teléfono, así como por radio y televisión, principalmente desde Tahití. Recientemente se ha incorporado el "Vini", un servicio de telefonía móvil que, en unos 6 años, se ha ampliado hasta cubrir la mayor parte de las islas pobladas. También existe "Mana", un servidor de Internet con banda ancha DSL que se está ampliando también con estaciones wi-fi.

## Cultura

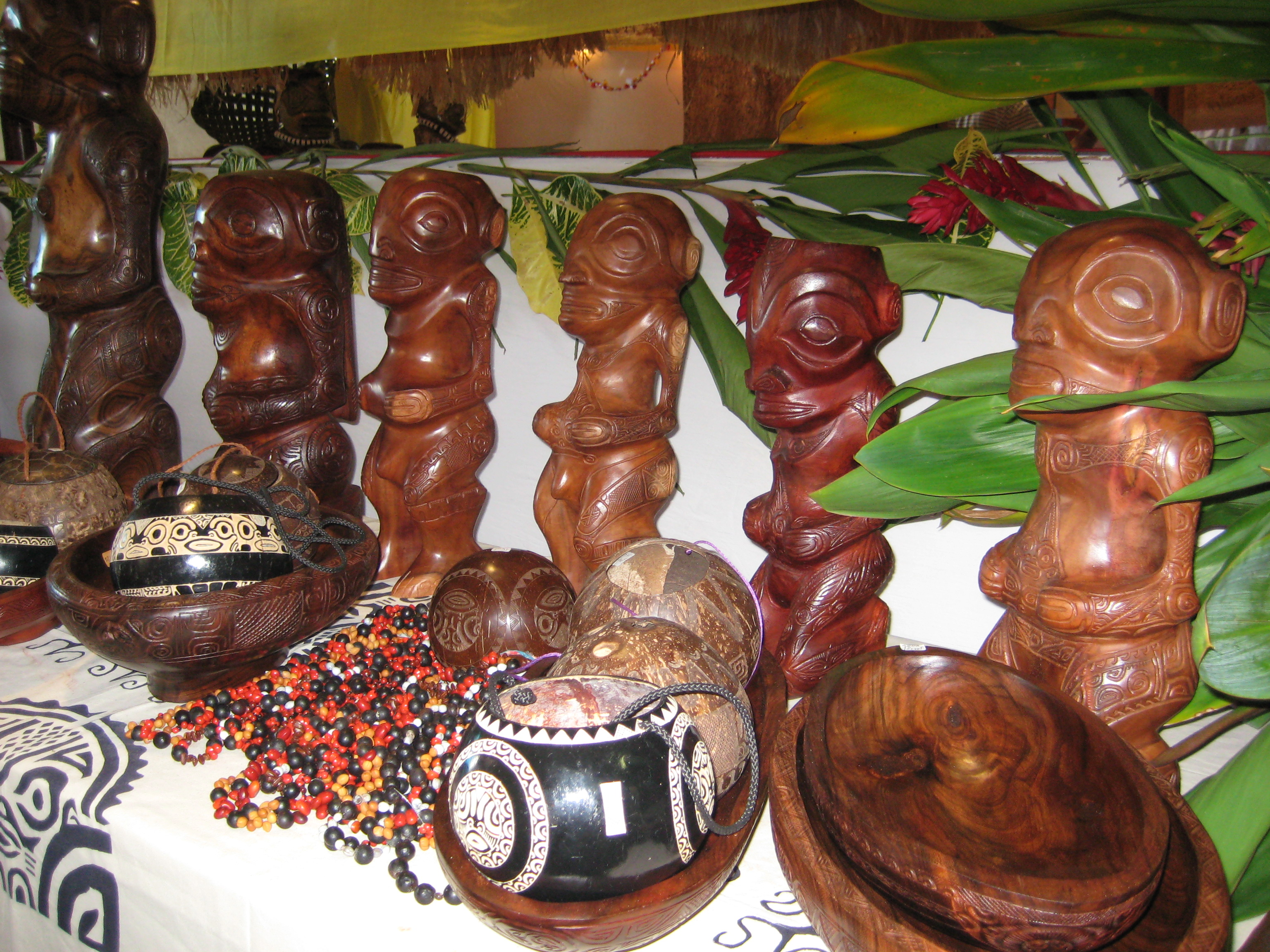
Artesanía de las islas Marquesas.

Las islas Marquesas fueron un importante centro de la civilización de la Polinesia oriental. Debido a la orografía de las islas, cada valle constituía una unidad tribal con su propio sistema social dirigido por las genealogías de los cabecillas y de los sacerdotes. El aislamiento de los valles provocaba interminables guerras tribales marcando el carácter guerrero de los marquesanos. Practicaban el canibalismo ritual con los enemigos prisioneros.[cita requerida]
Las épocas de hambre eran frecuentes después de períodos de sequía, pero también eran provocadas por las prácticas vengativas en las guerras, donde se destruían los cocoteros y los árboles del pan en los valles enemigos.
Aunque las Marquesas fueron de las primeras islas que descubrieron los europeos en la Polinesia, durante dos siglos quedaron fuera de las rutas de exploración y de la influencia cultural occidental. La cultura nativa marquesana quedó devastada después de la llegada de los exploradores europeos. Además de la actividad de los misioneros cristianos, hay que atribuir el colapso cultural a los efectos catastróficos de las enfermedades importadas.
El escritor Herman Melville a partir de su experiencia como tripulante de un ballenero y como desertor en las Marquesas, escribió su primera novela, Typee, considerada como la primera del género de la literatura de los mares del sur.
Robert Louis Stevenson y Jack London siguieron los pasos de Melville, y sus viajes también quedaron reflejados en sus libros.
El famoso pintor francés Paul Gauguin y el cantante belga Jacques Brel pasaron los últimos años de su vida en las Marquesas, donde están enterrados. Brel compuso aquí la canción Les Marquises.
El investigador y aventurero Thor Heyerdahl escribió su libro Fatu Hiva después de estar un largo año en esta isla. Fue la base de sus teorías e investigaciones sobre las migraciones marinas prehispánicas (viaje de los incas a la polinesia).
Hoy en día la cultura marquesana es una mezcla del resurgimiento de la antigua cultura con fuertes influencias de la cultura tahitiana, y de la francesa.

### Artesanía
El tou (nombre local polinesio del nogal de Oceanía o falso ébano, lat. Cordia subcordata) se utiliza en ebanistería para la construcción, entre otras cosas, de esculturas de la deidad Tiki o de muebles. Este es el caso de la oficina presidencial de la Polinesia Francesa, de la que se dice localmente que es en-tou-marquisiana. Ua Huka, en las Marquesas, es famosa por sus esculturas. Además de tou, utilizan miro (Thespesia populnea) para la escultura de estatuillas de madera que representan a Tiki, pero también caoba y madera negra.

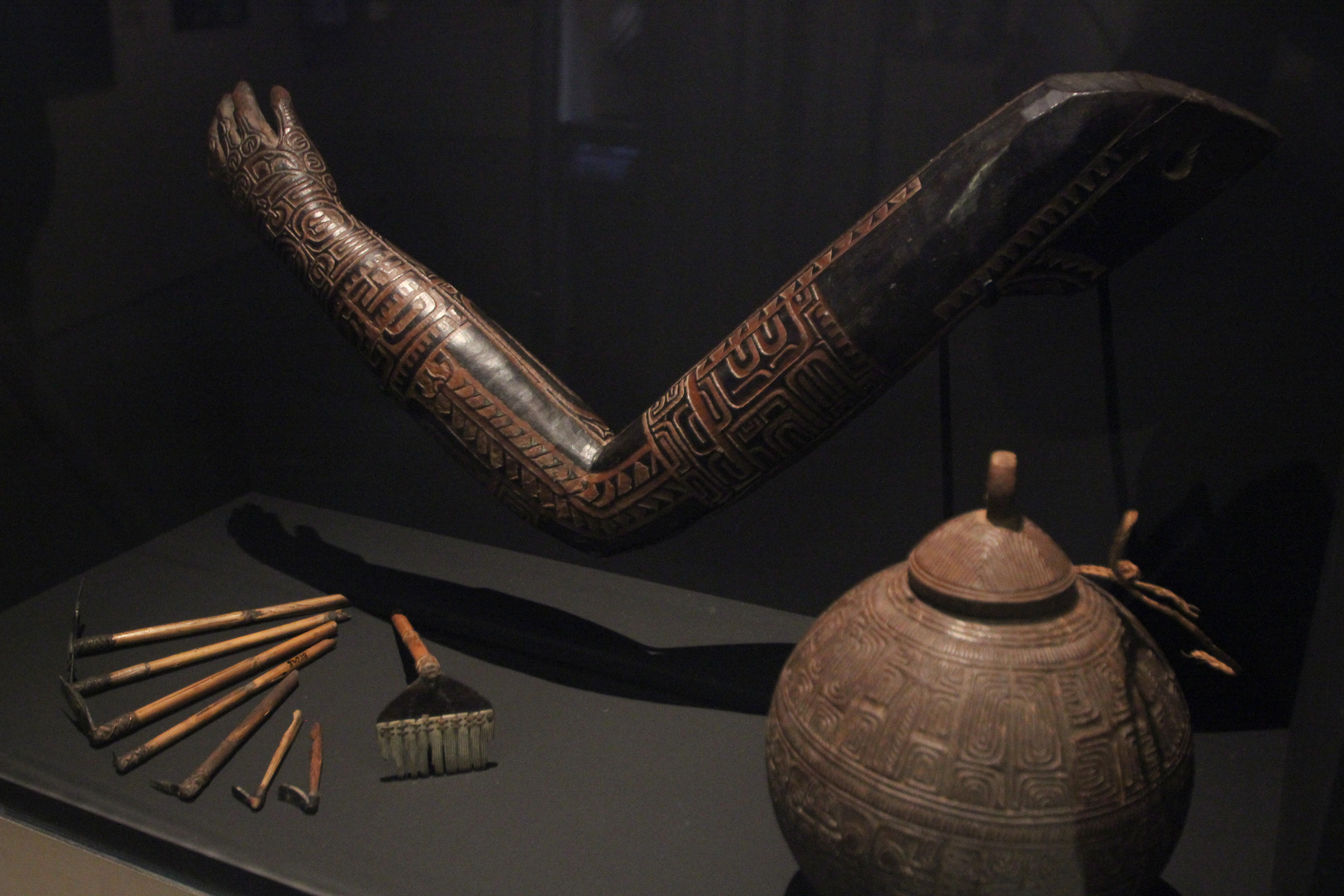
Brazo tatuado que se cree que pudo pertenecer a la reina Pomare de las islas Marquesas. Exposición "Tatuadores, tatuados".

### Tatuajes
Aunque la práctica de tatuarse es común en toda la Polinesia, en las Marquesas llegó a un alto grado de sofisticación. Los hombres se tatuaban totalmente de la cabeza a los pies, adquiriendo un color azulado y feroz. Los habitantes de las Islas Marquesas, tanto hombres como mujeres, eran conocidos por sus numerosos tatuajes. Estas tenían una función de integración en el clan, virtudes protectoras contra los espíritus y los enemigos, así como virtudes terapéuticas.
Los tatuajes eran considerados unánimemente como indispensables por los marquesanos. De hecho, cualquier individuo que no estuviera tatuado no estaba integrado en las actividades sociales del clan. Una persona no tatuada no podía contraer matrimonio. El largo y riguroso rito del tatuaje permitía a los jóvenes del clan acceder a la condición de "hombre" o "mujer", convirtiéndose así en adultos. Al final de este proceso de iniciación, marcado por el tatuaje, se organizaba una fiesta de tres días que terminaba con un sacrificio humano. El tatuaje era, pues, a la vez una prueba, un test y un marcador social.
Como prueba de madurez, el tatuaje tiene un fuerte vínculo con la belleza, la seducción y, por extensión, el matrimonio, así como con la capacidad de procreación de los individuos. Los tatuajes tienen el poder de captar y mantener la atención de los demás. De hecho, a finales del siglo XIX, los labios, las manos o los pies sin tatuar se consideraban feos, incluso repulsivos. El bajo vientre y los riñones se consideraban la sede del poder creativo y, por tanto, se tatuaban con frecuencia, especialmente en el caso de las mujeres de alto rango.
El tatuaje de estas islas fascinó muy pronto a los occidentales, inspirándoles, según la época, repugnancia o admiración, como demuestra su progresiva desaparición hacia 1830, tras la introducción de las prohibiciones por parte de la Iglesia en 1830. Sin embargo, la práctica del tatuaje no es ni mucho menos un "capricho" estético, sino que representa la pertenencia de los individuos al mundo de los hombres, su maná y su identidad.
Aunque esta práctica se perdió con el paso de los siglos, Karl von den Steinen señala que "esto no significa que esta costumbre no tenga historia por la simple razón de que el portador ya no sabe nada de ella". Hoy en día, existe un renovado interés por los diseños de tatuajes marquesanos entre el público occidental.

### Mitología marquesana

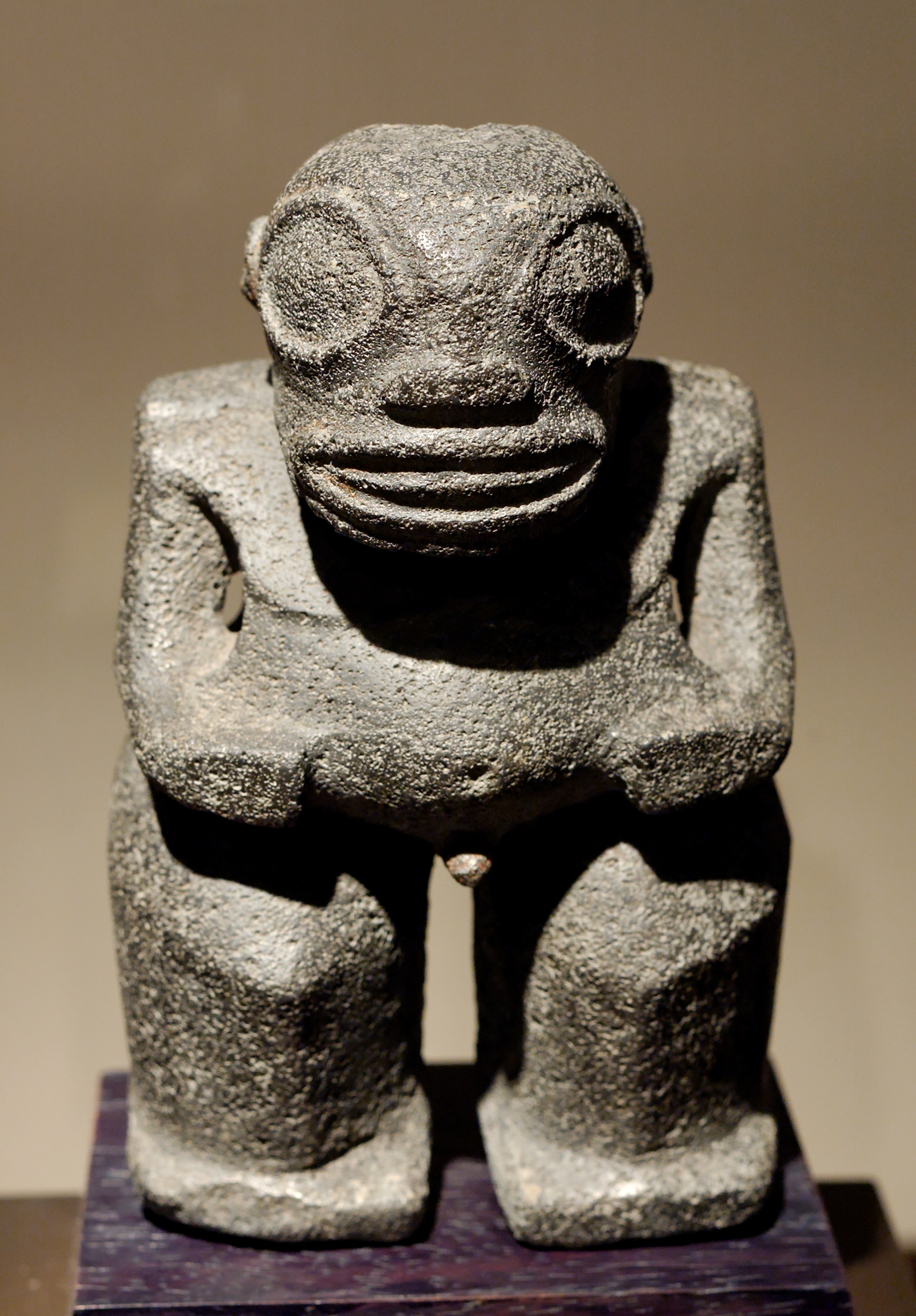
Estatua con forma humana, Tiki, en piedra, representando a un varón, de finales del, principios del. Expuesta en el Museo del Louvre.

Los antiguos dioses más importantes eran Tetoo y Tiki. Tetoo pertenecía a la primera categoría de dioses, y Tiki solo a la segunda. Sin embargo, Tiki era, sin lugar a dudas, el más ilustre de todos los dioses marquesanos. Sus adoradores decían que, aunque tenía una madre, era el autor de todo lo que existía y que todos los hombres eran sus descendientes. Añadieron que, no obstante, había hablado con los habitantes de este archipiélago.
Entre los dioses secundarios estaba Mane, que había sacado la tierra del mar: un día, estaba pescando con caña, y de repente vio, en lugar de un pez, un gran trozo de tierra colgando de su anzuelo. Pero esta hazaña se atribuye más a menudo a Tiki.
Los principales dioses malignos eran: Hanake, que "infligía dolor de riñones y reumatismo"; Tutepoa, que "hacía caer a la gente de los árboles"; Tapareko, que "castigaba a los pescadores de tiburones"; Hakanaii, que "exigía víctimas humanas"; Tavita, que "gobernaba el inframundo"; Aavehu, que "favorecía a los criminales".

### Tapa
La tapa, una tela de corteza, tradicionalmente se utilizaban en su estado natural como un ropa para ceremonias.
Hoy en día, la tapa se utiliza en la Polinesia como soporte para las artes y la artesanía, cubierta con patrones geométricos, representaciones de Tiki, similares a los diseños de los tatuajes. La isla de Fatu Hiva tiene la reputación de mantener el mejor estándar para la elaboración de tapas.